# 田中勉 (野球)
田中 勉（たなか つとむ、1939年10月10日 - ）は、福岡県大牟田市出身の元プロ野球選手（投手）。
1966年に完全試合を達成するなど西鉄ライオンズの主力投手として活躍したが、中日移籍後の1969年以降にいわゆる「黒い霧事件」に関与したとして逮捕され、事実上の永久追放処分となった。

## 経歴

### プロ入り前
1939年10月10日に福岡県大牟田市で生まれる。小学2年生の時に野球を始め、中学時代は捕手で4番を打った。福岡県立三池工業高等学校在学時に投手へ転向。1957年に全国高等学校野球選手権福岡大会に出場して準々決勝まで進むが、福岡県立小倉高等学校に敗れて甲子園出場は叶わなかった。
高校卒業後は社会人野球の東洋高圧大牟田へ入社し、1960年の都市対抗に出場するが2回戦（初戦）で松下電器に惜敗する。翌1961年の都市対抗でも同じく初戦が2回戦となり、対日本鉱業日立戦に先発登板すると2安打に抑えて完封勝利。準々決勝では富士製鐵広畑のエース大工勝と延長12回を投げ合って引き分け、翌日の再試合でも6回から救援登板するが、先発の大工に完封負けを喫した。

### 西鉄時代
都市対抗野球での登板を評価され、1961年に西鉄ライオンズへ入団する。1年目は未勝利に終わるが、翌1962年には先発ローテーションの一角として6勝を挙げる。1963年には規定投球回に初めて到達して17勝8敗、防御率2.65（リーグ8位）、勝率.680の好成績を残し、最高勝率のタイトルを獲得、チーム5年ぶりのリーグ優勝に貢献した。日本シリーズ（対読売ジャイアンツ戦）では4試合に登板し、そのうち第2戦では先発するが1回に広岡達朗の放った打球が右足を直撃して早々に降板する。第4戦にも先発するが3回に制球の乱れから四球を出して先制され、この回限りで降板するなど結果を残せなかった。
その後は、肩を負傷した稲尾和久が中継ぎに配置転換されたことで先発投手陣の柱として活躍し、1966年5月12日の対南海ホークス戦（大阪球場）では史上9人目の完全試合を達成するなど、同年は23勝（12敗）を挙げて防御率2.34（リーグ7位）、217奪三振を記録して最多奪三振を獲得するとともに、ベストナインに輝いた。しかし、1967年に入るとこれまで武器としていたシュートの多投から肘を痛め、7月下旬から9月上旬までの約1ヶ月間に渡って戦線を離脱する。それでも復帰後は5勝を挙げ、シーズン全体では12勝、防御率2.17（リーグ4位）の好成績を残した。
シーズン終了後の契約更改において、田中は自身の父親に代理人を依頼する。交渉の場で父親は、息子が肘を負傷している中での監督の中西太の起用法への不満を語り、現在の首脳陣の中では息子を働かせられないと発言する。結局、西鉄は田中の放出を決定し、広野功との交換トレードで中日ドラゴンズへ移籍した。

### 中日時代～黒い霧事件
移籍初年度の1968年は11勝を挙げて6年連続二桁勝利を達成する。1969年は8勝を挙げるが、シーズン終盤の同年10月に当時は創刊直後だった「週刊ポスト」（小学館）が暴力団関係者による野球賭博の実態に迫った記事の掲載を始めた。その後、かつて田中と西鉄で同僚だった永易将之が球団上層部から八百長行為の疑惑を抱かれ、球団はシーズン終了後に永易を解雇することを決定したが、同年10月24日の同誌では永易以外に疑わしい人物が6名いると報じ、「ファンを裏切った腐敗分子を蛮勇を振るって告発する」として選手の実名を公表した。その中に「当時、中日ドラゴンズに所属していた投手の田中勉が西鉄球団に八百長を広めたのは衆目の一致するところ」と田中の名前を報じており、それを知った田中は「事実無根」として10月21日に弁護士を伴って「週刊ポスト」編集部を訪ねて抗議すると共に謝罪と記事の撤回を求めるが、編集長の荒木博は拒否した。
週刊ポストの記事によって名前が急浮上した田中は、同年12月に球団上層部からトレード要員にすることを通達された。しかし、19日までに移籍先が見つからなかったために自由契約とする旨を通達され、田中は週刊ポストを相手に名誉棄損罪で東京地方検察庁へ告訴した。その後も一貫して獲得を希望する球団が現れなかったために田中は郷里の福岡市へ戻るが、この頃に八百長事件の黒幕である藤縄洋孝と共に、コーチ兼任選手から西鉄の新監督に就任した稲尾の自宅を訪れて西鉄復帰を打診するが拒否され、事実上現役を引退した。

### 逮捕
永久追放処分を最初に受けた永易は、八百長疑惑が浮上した直後から福岡市内の自宅アパートを出て行方不明となっていた。その後、恋人と共に恋人の故郷である札幌に滞在していることが判明したが、永易と面識があるライターの大滝譲司が永易本人と接触して「永易の告白」として各紙を賑わせていたところ、4月6日発行の「内外タイムス」の独占スクープで「HさんはI投手にやらせたくて、Iと親しい中日の田中勉さんに頼んで100万円を田中さんに渡したのを知っています」などと田中は実名で、それ以外の選手らはイニシャルで名前を挙げた。さらに永易は4月10日の記者会見で改めて関係者全員の実名を公表し、東京地方検察庁特別捜査部は田中の週刊ポストへの告訴に絡んで八百長の捜査を行っていた。その結果、オートレースの八百長事件で4月22日に小型自動車競走法違反容疑で警視庁捜査四課に逮捕された現役レーサーが「大井での八百長レースで現役のプロ野球選手と謎の男2名が現場にいた」と供述した。その結果、翌日に警視庁捜査四課は同じく小型自動車競走法違反で田中と藤縄、さらに高山勲（元大洋ホエールズ投手）を逮捕した。
逮捕された田中は、5月6日の取り調べでプロ野球でも八百長を演じていたことを認める供述をした。このため、週刊ポストの記事は田中への名誉棄損には当たらないと判断し、「世間を騒がせて申し訳ない。いまは反省すべき時で告訴どころではない」として告訴を取り下げる手続きを取った。それを受けて東京地検特捜部は「週刊ポスト」を不起訴処分として捜査を打ち切った。逮捕された時点で現役を引退していたためにこれ以上の処分は発表されなかったが、事実上の永久追放とされている。また、田中は西鉄時代に同僚だった池永正明に八百長で得た報酬の100万円を預かるよう依頼し、池永はこれを承諾したものの返済しなかったことで池永も永久追放処分（その後、2005年に復権）となっている。
その後、田中は釈放されて大衆割烹料理店「魚市」の経営を経て、福岡県大野城市で健康食品（卵油）・土地改良剤などの販売会社を営んだ。

## 詳細情報

### 年度別投手成績
| 年 度     | 球 団     | 登 板 | 先 発 | 完 投 | 完 封 | 無 四 球 | 勝 利 | 敗 戦 | セ 丨 ブ | ホ 丨 ル ド | 勝 率 | 打 者 | 投 球 回 | 被 安 打 | 被 本 塁 打 | 与 四 球 | 敬 遠 | 与 死 球 | 奪 三 振 | 暴 投 | ボ 丨 ク | 失 点 | 自 責 点 | 防 御 率 | W H I P |
| --------- | --------- | ----- | ----- | ----- | ----- | -------- | ----- | ----- | -------- | ----------- | ----- | ----- | -------- | -------- | ----------- | -------- | ----- | -------- | -------- | ----- | -------- | ----- | -------- | -------- | ------- |
| 1961      | 西鉄      | 2     | 1     | 0     | 0     | 0        | 0     | 1     | --       | --          | .000  | 24    | 5.1      | 6        | 0           | 1        | 0     | 0        | 5        | 1     | 0        | 5     | 3        | 5.06     | 1.31    |
| 1962      | 西鉄      | 30    | 18    | 4     | 1     | 0        | 6     | 8     | --       | --          | .429  | 544   | 132.1    | 100      | 7           | 62       | 4     | 4        | 109      | 0     | 0        | 50    | 36       | 2.44     | 1.22    |
| 1963      | 西鉄      | 51    | 29    | 6     | 4     | 1        | 17    | 8     | --       | --          | .680  | 860   | 216.1    | 177      | 16          | 55       | 2     | 0        | 133      | 3     | 1        | 74    | 64       | 2.66     | 1.07    |
| 1964      | 西鉄      | 52    | 26    | 8     | 2     | 1        | 15    | 15    | --       | --          | .500  | 978   | 232.0    | 211      | 19          | 102      | 3     | 4        | 126      | 4     | 0        | 95    | 85       | 3.30     | 1.35    |
| 1965      | 西鉄      | 38    | 29    | 11    | 2     | 1        | 11    | 17    | --       | --          | .393  | 880   | 216.0    | 172      | 20          | 84       | 1     | 5        | 194      | 3     | 0        | 85    | 77       | 3.21     | 1.19    |
| 1966      | 西鉄      | 56    | 36    | 13    | 4     | 1        | 23    | 12    | --       | --          | .657  | 1141  | 296.1    | 207      | 20          | 61       | 4     | 7        | 217      | 1     | 0        | 85    | 77       | 2.34     | 0.90    |
| 1967      | 西鉄      | 40    | 28    | 9     | 6     | 0        | 12    | 10    | --       | --          | .545  | 867   | 216.0    | 161      | 17          | 74       | 3     | 5        | 136      | 1     | 0        | 56    | 52       | 2.17     | 1.09    |
| 1968      | 中日      | 35    | 28    | 8     | 2     | 0        | 11    | 12    | --       | --          | .478  | 758   | 177.1    | 162      | 24          | 73       | 2     | 3        | 129      | 2     | 0        | 83    | 67       | 3.40     | 1.33    |
| 1969      | 中日      | 22    | 20    | 4     | 2     | 0        | 8     | 6     | --       | --          | .571  | 488   | 118.1    | 106      | 24          | 42       | 0     | 5        | 103      | 0     | 0        | 46    | 41       | 3.12     | 1.25    |
| 通算：9年 | 通算：9年 | 326   | 215   | 63    | 23    | 4        | 103   | 89    | --       | --          | .536  | 6540  | 1610.0   | 1302     | 147         | 554      | 19    | 33       | 1152     | 15    | 1        | 579   | 502      | 2.81     | 1.15    |

- 各年度中の太字はリーグ最高

### タイトル
- 最多奪三振：1回 （1966年）※当時連盟表彰なし、パシフィック・リーグでは、1989年より表彰
- 最高勝率：1回 （1963年）

### 表彰
- ベストナイン：1回 （投手部門：1966年）

### 記録
初記録
- 初登板：1961年8月16日、対南海ホークス21回戦（平和台野球場）
- 初勝利：1962年4月8日、対近鉄バファローズ3回戦（小倉球場）

節目の記録
- 100勝：1969年5月11日、対大洋ホエールズ6回戦（中日球場） ※史上47人目

その他の記録
- 完全試合：1回 （1966年5月12日、対南海ホークス戦、大阪球場） ※史上9人目

### 背番号
- 13 （1961年）
- 29 （1962年 - 1969年）